# José García y Goldaraz

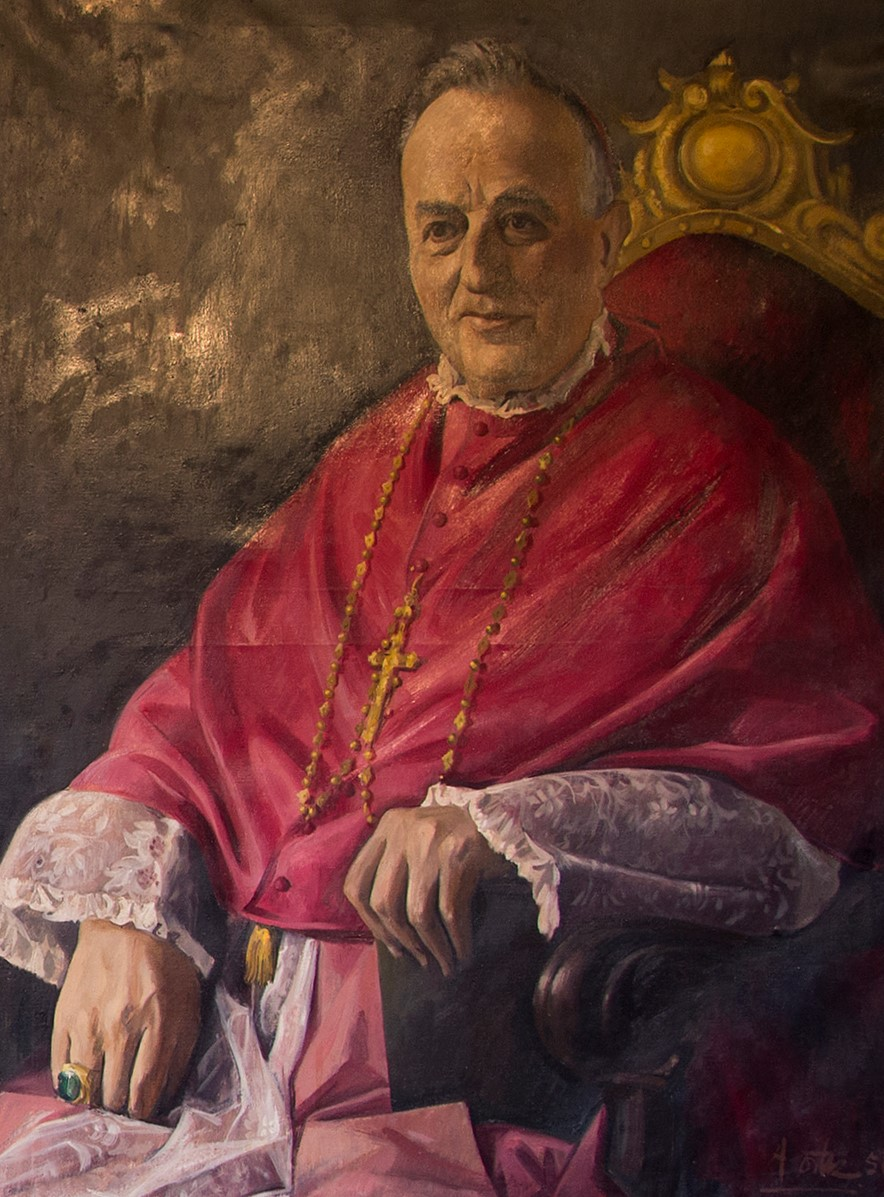
Erzbischof José García y Goldaraz (Porträt in Öl)

José García y Goldaraz (* 27. Oktober 1893 in Hernani, Spanien; † 10. Juli 1973) war Erzbischof von Valladolid.

## Leben
José García y Goldaraz empfing 1918 die Priesterweihe für das Bistum Vitoria.
1944 wurde er von Papst Pius XII. zum Bischof von Orihuela ernannt. Die Bischofsweihe spendete ihm am 26. November 1944 der Apostolische Nuntius in Spanien und spätere Kurienkardinal Gaetano Cicognani; Mitkonsekratoren waren Leopoldo Eijo y Garay, Bischof von Madrid, und Luis Almarcha Hernández, Bischof von León.
1953 wurde er zum Erzbischof des Erzbistums Valladolid ernannt. Nach seinem Rücktritt am 2. Juli 1970 ernannte ihn Paul VI. zum Titularerzbischof von Ferentium. Seinem altersbedingten Rücktrittsgesuch am 11. Dezember 1970 wurde durch Paul VI. stattgegeben und Felix Romero Menjibar als Nachfolger benannt, der zuvor Bischof von Jaén gewesen war.